# Абдуллоев, Файзулло
Файзулло Абдуллоев (тадж. Файзуллоҳ Абдуллоев; 30 октября 1946) — таджикский государственный деятель, министр юстиции Таджикистана (1990—1993), заслуженный юрист Таджикистана.

## Биография
Файзулло Абдуллоев родился 30 октября 1946 года в совхозе Кангурт Советского района Хатлонской области. Таджик.
В 1973 г. окончил юридический факультет Таджикского государственного университета им. В. И. Ленина. Трудовую деятельность начал с должности стажёра Министерства юстиции Таджикской ССР (1974—1976).
- 1976—1977 гг. — народный судья Восейского района.
- 1977—1980 гг. — Заместитель Председателя Кулябского областного суда.
- 1980—1987 гг. — Председатель Кулябского городского народного суда.
- 1987—1990 гг. — Заместитель Председателя Верховного Суда Таджикской ССР.
- 1990—1993 гг. — Министр юстиции Таджикской ССР.
- 1993—1994 гг. — Главный специалист Гостелерадио Республики Таджикистан.
- 1994—1995 гг. — Президент юридической фирмы «Мадад».
- 1995 г. — Старший советник Президента Республики Таджикистан по связям с Парламентом и правовым вопросам.
- 1995—1996 гг. — Председатель Высшего Экономического Суда Республики Таджикистан.
- 1996—2000 гг. — Председатель Конституционного Суда Республики Таджикистан.
- 2000—2004 гг. — Первый заместитель Министра юстиции Республики Таджикистан.
- 2004—2008 гг. — судья Экономического Суда Содружества Независимых Государств.
- 2008—2011 гг. — Председатель Экономического Суда Содружества Независимых Государств.

23 декабря 2011 года на 13-м (внеочередном) заседании Межпарламентской Ассамблеи ЕврАзЭС назначен на должность судьи Суда ЕврАзЭС, который начал свою деятельность с 1 января 2012 года.
Указом Президента Республики Таджикистан от 28 августа 2006 г. № 1794 награждён Орденом «Исмаили Сомони» II-й степени. 22 июня 2007 г. — награждён Почётной Грамотой Экономического Суда СНГ.
Заслуженный юрист Республики Таджикистан. Присвоен высший квалификационный класс судьи, классный чин Государственного советника юстиции первого класса.
Женат, имеет 7 детей, 28 внуков, 6 правнуков.